# Cadeilhan-Trachère
Cadeilhan-Trachère é uma comuna francesa na região administrativa de Occitânia, no departamento dos Altos Pirenéus. Estende-se por uma área de 4,86 km², Em 2010 a comuna tinha 42 habitantes (densidade: 8,6 hab./km²)..